# Rongøy
Rongøyna ou Rongøy est une île de la municipalité de Øygarden dans le nord-ouest du comté de Vestland, en Norvège. L'île de 2,7 km2 est située dans l'archipel d'Øygarden, au nord de l'île de Toftøyna, à l'est d'Ono et au sud de Blomøyna. Le village de Rong couvre la majeure partie de l'île. L'île est reliée à l'île de Toftøyna par le pont de Rongesundet, qui traverse le détroit de Rongesundet, et il y a un court pont sur le détroit d'Ulvsundet au nord de l'île.
L'île compte environ 1 327 habitants en 2023.

## Démographie
| 1801 | 1900 | 2000 | 2023  |
| ---- | ---- | ---- | ----- |
| 50   | 122  | 820  | 1 327 |